# Épinay-sur-Duclair
Épinay-sur-Duclair ist eine französische Gemeinde mit 516 Einwohnern (Stand: 1. Januar 2022) im Département Seine-Maritime in der Region Normandie. Die Gemeinde gehört zum Arrondissement Rouen und zum Kanton Barentin (bis 2015: Kanton Duclair). Die Einwohner werden Spiniciens genannt.

## Geographie
Épinay-sur-Duclair liegt etwa 23 Kilometer westnordwestlich von Rouen. Umgeben wird Épinay-sur-Duclair von den Nachbargemeinden Blacqueville im Norden und Nordosten, Saint-Paër im Osten, Duclair im Südosten sowie Sainte-Marguerite-sur-Duclair im Süden und Westen.

## Einwohnerentwicklung
| Jahr                      | 1962 | 1968 | 1975 | 1982 | 1990 | 1999 | 2006 | 2013 |
| Einwohner                 | 234  | 219  | 229  | 265  | 322  | 386  | 496  | 528  |
| Quelle: Cassini und INSEE |      |      |      |      |      |      |      |      |

## Sehenswürdigkeiten
- Kirche Saint-Martin aus dem 16. Jahrhundert